# لاديسلاف تشينيشيك
لاديسلاف تشينيشيك (7 مارس 1904 – 14 مايو 1985) لاعب كرة قدم تشيكوسلوفاكي راحل كان يجيد اللعب في خط الدفاع .
لعب طوال مسيرته الرياضية في أندية فيكتوريا تشيتشكوف (1924-1927) سبارتا شيكاغو (1927-1929) فيكتوريا تشيتشكوف (1929) سلافيا براغ (1929-1936) فيكتوريا تشيتشكوف (1937-1938).
درب طوال مسيرته الرياضية أندية بوهيميانز براغ (1940-1944) فيكتوريا تشيتشكوف (1945-1947) فيتكوفيتشي تشيليزارني (1947-1948) دوكلا براغ (1949-1951) تشيكوسلوفاكيا (1950-1951).
مثل منتخب تشيكوسلوفاكيا 22 مباراة دولية (1926-1935). شارك مع منتخب تشيكوسلوفاكيا في بطولة كأس العالم 1934 في إيطاليا حيث احتل المركز الثاني.

## وصلات خارجية
- لاديسلاف تشينيشيك على موقع الاتحاد الدولي (مؤرشف)  (الإنجليزية)
- لاديسلاف تشينيشيك على موقع الاتحاد التشيكي (الإنجليزية)
- لاديسلاف تشينيشيك على موقع قاعدة بيانات كرة القدم.إي يو (الإنجليزية)
- لاديسلاف تشينيشيك على موقع ناشيونال فوتبول تيمز (الإنجليزية)
- لاديسلاف تشينيشيك على موقع عالم كرة القدم.نت (الإنجليزية)

- سيرة ذاتية